# Lancing
Lancing est un village et une paroisse civile du Sussex de l'Ouest, en Angleterre. Il se situe près de Brighton. Administrativement, il relève du district d'Adur.